# El Hadi Khezzar
El Hadi Khezzar (en arabe : الهادي خزار), né le 6 août 1967 à Constantine, est un entraîneur algérien.

## Biographie
El Hadi Khezzar entraîne plusieurs clubs algériens dont, la JSM Béjaïa à deux reprises, tout d'abord de 2007 à 2008 ou il a remporté la Coupe d'Algérie puis en 2016, le CA Bordj Bou Arreridj à deux reprises, tout d'abord en 2009 puis en 2015, l'USM Blida, mais aussi d'autres clubs comme l'AS Khroub, le MC El Eulma et le NC Magra.

## Palmarès
JSM Béjaïa
- Coupe d'Algérie (1) :
  - Vainqueur : 2007-08.

WKF Collo
- Coupe d'Algérie :
  - Finaliste: 1986